# Paul Barbă Neagră
Paul Barbă Neagră (o Barbăneagră) (Isaccea, 11 de febrero de 1929 – París, 13 de octubre de 2009) fue un director de cine y escritor rumano.

## Biografía
Barbă Neagră estudió medicina y cine en Bucarest, graduándose en la Universidad Nacional de Teatro y Cine Ion Luca Caragiale. Debutó como director en 1957, dirigiendo cortos y mediometrajes documentales sobre temas relacionados con la cultura y las artes. Entre 1957 y 1964, trabajó para los estudios estatales de la Rumanía comunista. Fue durante una visita a Tours para un festival de cine cuando pidió asilo político. A partir de entonces, trabajó para diferentes cadenas de televisión francesas como France 2, France 3 o Radio Free Europe.
Fue premiado en 1976 por su escenografía en Versailles Palais-Temple du Roi Soleil en el Festival International du Film d'Art. El film fue el primero de la serie Architecture et Géographie sacrée, al que pertenece también el documental Mircea Eliade et la Redécouverte du Sacré.
En 1990, fue galardonado con el Gran Premio de las Artes Audiovisuales francesas por su trayectoria.
En 2004, publicó junto a Félix Schwarz Symbolique de Paris: Paris sacré, Paris mythique (Les Éditions du Huitième Jour, 2004).